# Căn cứ không quân Shayrat
Căn cứ không quân Shayrat (FAA LID: OS65) là căn cứ không quân số 50 của Không lực Syria nằm ở Homs. Nó có hai đường băng và khoảng 40 hầm trú ẩn.
Lữ đoàn bao gồm ba phi đội chiến đấu:
- Phi đội chiến đấu 675 (MIG-23ML)
- Phi đội chiến đấu 677 (SU-22M4)
- Phi đội Chiến đấu số 685 (SU-22M4)

Theo Hoa Kỳ, căn cứ này cũng được cho là chứa kho chứa vũ khí hoá học Sarin phục vụ cuộc tấn công hóa học (vẫn còn trong điều tra và tranh cãi) vào ngày 7-4-2017 tại Khan Shaykhun 2017.
Không quân Nga cũng sử dụng cơ sở này. Năm 2015, Nga mở rộng đường băng để đáp ứng các máy bay Nga. Vào tháng 2 năm 2016, quân đội Nga tăng gấp đôi lượng trực thăng tấn công đóng tại Shayrat. Báo cáo của Jane cho thấy có "bốn máy bay trực thăng Mi-35 của Nga, bốn chiếc Mi-24 và một chiếc Mi-8/17". Việc triển khai này đã được bổ sung cho việc triển khai bốn chiếc Mi-24 trước đó vào tháng 11 năm 2015. Bổ sung vào tài sản của Không quân, "Lữ đoàn pháo binh số 120 của Nga với sáu khẩu lựu đạn kéo theo Msta-B 152 mm 2A65 đã chiếm được căn cứ quân sự Ảrập Syria (SAA) ở phía nam của căn cứ không quân".
Theo kế hoạch, Không lực Nga đang "sử dụng căn cứ không quân Al-Shayrat làm trung tâm vận chuyển và là điểm vào cho các nguồn cung cấp quân sự cho quân đội Syria, do đó giảm sự tắc nghẽn ở Khmeimim". Ngoài ra, nó đang được sử dụng để tiếp nhiên liệu và tái trang bị Điểm cho máy bay Nga hỗ trợ cho Quân đội Syria. Có những báo cáo rằng người Nga cũng cho phép các phi đội Không lực Iran sử dụng các phương tiện.
Ngày 7/4/2017, căn cứ này là mục tiêu của vụ tấn công của tên lửa Tomahawk từ khu trục hạm Hoa Kỳ. Vụ tấn công được thực hiện vào khoảng 3h42 phút - 3h57 phút sáng giờ địa phương, với tổng cộng 59 tên lửa hành trình Tomahawk Block IV được phóng đi từ 2 tàu khu trục lớp Arleigh Burke là USS ROSS và USS PORTER thuộc Hạm đội 6, Địa Trung Hải, Hải quân Hoa Kỳ. Tuy nhiên, theo phía Nga, chỉ có 23 tên lửa đánh trúng vào căn cứ, gây thiệt hại 15 máy bay chiến đấu, 7 binh sĩ và phi công thiệt mạng, 9 dân thường thương vong. Căn cứ chịu thiệt hại ở mức trung bình, đến sáng ngày 9-4-2017, căn cứ quay trở lại hoạt động bình thường.